# Foot Ball Club Brescia 1929-1930
Questa pagina raccoglie i dati riguardanti il Foot Ball Club Brescia nelle competizioni ufficiali della stagione 1929-1930.

## Stagione
La stagione 1929-1930 è quella d'esordio del campionato italiano a girone unico chiamato Serie A, il Brescia termina il torneo al nono posto nella nuova Serie A, a pari merito con la Pro Vercelli. si tratta del primo storico campionato di Serie A a girone unico. Vi prendono parte 18 squadre, l'elite del calcio nazionale. Il Brescia rientra in questo novero, conquistando un titolo indelebile.
Alla guida delle rondinelle il tecnico ungherese Imre Schöffer. A difesa della porta bresciana il vecchio Giuseppe Trivellini ormai trentaquatrenne. In attacco con un bottino di 10 reti Antonio Moretti è il miglior realizzatore, ben spalleggiato da Arnaldo Prosperi con 8 centri. Sembrano briciole al confronto con le 31 reti realizzate dal capocannoniere del torneo, Giuseppe Meazza dell'Ambrosiana-Inter che vince con 50 punti lo scudetto tricolore. Il Brescia chiude il torneo con un dignitoso nono posto in classifica con 33 punti.

## Divise
Le maglie utilizzate nella stagione furono quelle "classiche": blu Savoia con V bianca la prima divisa, colori opposti per la seconda.
| Casa | Trasferta |

## Rosa
| N. |                   | Ruolo | Calciatore                     |
| -- | ----------------- | ----- | ------------------------------ |
|    | Italia (bandiera) | P     | Ugo Amoretti                   |
|    | Italia (bandiera) | P     | Piergiacomo Morandi            |
|    | Italia (bandiera) | P     | Giuseppe Peruchetti            |
|    | Italia (bandiera) | P     | Giuseppe Trivellini (Capitano) |
|    | Italia (bandiera) | D     | Riccardo Bonometti             |
|    | Italia (bandiera) | D     | Andrea Gadaldi                 |
|    | Italia (bandiera) | D     | Angelo Pasolini                |
|    | Italia (bandiera) | D     | Bonifacio Scaltriti            |
|    | Italia (bandiera) | C     | Renato Baiguera                |
|    | Italia (bandiera) | C     | Berardo Frisoni I              |

| N. |                   | Ruolo | Calciatore              |
| -- | ----------------- | ----- | ----------------------- |
|    | Italia (bandiera) | C     | Evaristo Frisoni II     |
|    | Italia (bandiera) | C     | Mario Maffioli          |
|    | Italia (bandiera) | C     | Ezio Morselli           |
|    | Italia (bandiera) | A     | Carlo Barbieri          |
|    | Italia (bandiera) | A     | Bruno Bianchi           |
|    | Italia (bandiera) | A     | Giovanni Braga          |
|    | Italia (bandiera) | A     | Luigi Giuseppe Giuliani |
|    | Italia (bandiera) | A     | Antonio Moretti         |
|    | Italia (bandiera) | A     | Arnaldo Prosperi        |
|    | Italia (bandiera) | A     | Erminio Reggiani        |

## Risultati

### Serie A

#### Girone di andata
| Arbitro: | Pessato (Monfalcone) |

|                                           |           |              |
| Tansini 19’, 20’ Ranelli 36’ Sternisa 65’ | Marcatori | 18’ Barbieri |

| Arbitro: | Mattea (Torino) |

|                      |           |              |
| Buscaglia 65’ (rig.) | Marcatori | 55’ Prosperi |

| Arbitro: | Caironi (Milano) |

|                               |           |                       |
| Moretti 41’ Prosperi 46’, 70’ | Marcatori | 27’ Tognana 38’ Lamon |

| Arbitro: | Guarnieri (Milano) |

|                                  |           |  |
| Gadaldi 10’ (aut.) Seccatore 61’ | Marcatori |  |

| Arbitro: | Rovida (Milano) |

|                         |           |              |
| Volk 49’ Bernardini 60’ | Marcatori | 88’ Prosperi |

| Arbitro: | Turbiani (Ferrara) |

|                          |           |               |
| Bianchi 69’ Reggiani 85’ | Marcatori | 30’ Reguzzoni |

| Arbitro: | Bruna (Venezia) |

|  |           |               |
|  | Marcatori | 8’ De Manzano |

| Arbitro: | Ciamberlini (Genova) |

|                                          |           |  |
| Avalle 51’ Cattaneo 74’ Ferrari 77’, 89’ | Marcatori |  |

| Arbitro: | Dani (Genova) |

|  |           |                        |
|  | Marcatori | 67’Silano 71’ Rossetti |

| Arbitro: | Malagodi (Ferrara) |

|                              |           |                      |
| Maffioli 8’, 42’ Frisoni 70’ | Marcatori | 15’ Rier 74’ Spivach |

| Torino 22 dicembre 1929 11ª giornata | Juventus           | 0 – 0 referto | Brescia | Campo Juventus\| Arbitro: \| Guarnieri (Milano) \| |
| Arbitro:                             | Guarnieri (Milano) |               |         |                                                    |

| Arbitro: | Bruna (Venezia) |

|              |           |  |
| Banchero 88’ | Marcatori |  |

| Brescia 12 gennaio 1930 13ª giornata | Brescia          | 0 – 0 referto | Ambrosiana | Stadium di Viale Piave\| Arbitro: \| Galassi (Torino) \| |
| Arbitro:                             | Galassi (Torino) |               |            |                                                          |

| Bologna 19 gennaio 1930 14ª giornata | Bologna            | 0 – 0 referto | Brescia | Stadio Littoriale\| Arbitro: \| Malagodi (Ferrara) \| |
| Arbitro:                             | Malagodi (Ferrara) |               |         |                                                       |

| Arbitro: | Bruna (Venezia) |

|                                |           |                            |
| Prosperi 32’ Giuliani 66’, 67’ | Marcatori | 10’ Manzotti 61’ Carnevali |

| Arbitro: | Giorgi (Milano) |

|  |           |                       |
|  | Marcatori | 44’ (aut.) Balestreri |

| Arbitro: | Lenti (Genova) |

|                          |           |  |
| Giuliani 6’ Prosperi 60’ | Marcatori |  |

#### Girone di ritorno
| Arbitro: | Malagodi (Ferrara) |

|                                           |           |                         |
| Prosperi 9’ Frisoni 19’, 74’ Giuliani 37’ | Marcatori | 17’ (rig.) Santagostino |

| Arbitro: | Guarnieri (Milano) |

|                          |           |           |
| Giuliani 29’ Frisoni 70’ | Marcatori | 85’ Vojak |

| Arbitro: | Barlassina (Novara) |

|                         |           |             |
| Vecchina 3’ Bedendo 86’ | Marcatori | 2’ Giuliani |

| Arbitro: | Mastellari (Bologna) |

|              |           |  |
| Prosperi 21’ | Marcatori |  |

| Arbitro: | Bruna (Venezia) |

|              |           |              |
| Giuliani 32’ | Marcatori | 4’ Fasanelli |

| Arbitro: | Malagodi (Ferrara) |

|                             |           |  |
| Reguzzoni 15’ Bonivento 58’ | Marcatori |  |

| Arbitro: | Caironi (Milano) |

|               |           |  |
| De Manzano 8’ | Marcatori |  |

| Arbitro: | Rovida (Milano) |

|                            |           |                |
| Scaltriti 57’ Maffioli 85’ | Marcatori | 35’ Scagliotti |

| Arbitro: | Scarpi (Dolo) |

|                                                         |           |  |
| Imberti 15’ Silano 50’ Baloncieri 60’ Rossetti 70’, 80’ | Marcatori |  |

| Roma 18 maggio 1930 27ª giornata | Lazio            | 0 – 0 referto | Brescia | Stadio della Rondinella\| Arbitro: \| Caironi (Milano) \| |
| Arbitro:                         | Caironi (Milano) |               |         |                                                           |

| Arbitro: | Gonani (Ravenna) |

|                         |           |              |
| Moretti 20’ Frisoni 65’ | Marcatori | 9’, 22’ Orsi |

| Arbitro: | Mastellari (Bologna) |

|                                  |           |                     |
| Moretti 7’, 20’, 40’ Frisoni 75’ | Marcatori | 81’ (rig.) Levratto |

| Arbitro: | Melandri (Savona) |

|                                                     |           |                    |
| Serantoni 14’, 41’ Conti 23’ Meazza 69’ Rivolta 88’ | Marcatori | 90’ (rig.) Moretti |

| Arbitro: | Rovida (Milano) |

|                          |           |  |
| Prosperi 42’ Frisoni 86’ | Marcatori |  |

| Arbitro: | Lenti (Genova) |

|                              |           |              |
| Scaramelli 47’ Carnevali 60’ | Marcatori | 32’ Maffioli |

| Arbitro: | Caironi (Milano) |

|                                                |           |                                             |
| Braga 21’ Frisoni 42’ Moretti 54’ Morselli 88’ | Marcatori | 28’ Sbalzarini 34’ (rig.) Bodini 66’ Serdoz |

| Arbitro: | U.Gama (Milano) |

|                                                         |           |                                            |
| Corsetti 7’, 30’ Magnozzi 23’ Giraldi 54’ Silvestri 88’ | Marcatori | 46’ Moretti 63’ (aut.) Corsini 72’ Gadaldi |

## Statistiche

### Statistiche di squadra
| Competizione | Punti | In casa | In casa | In casa | In casa | In casa | In casa | In trasferta | In trasferta | In trasferta | In trasferta | In trasferta | In trasferta | Totale | Totale | Totale | Totale | Totale | Totale | DR  |
| Competizione | Punti | G       | V       | N       | P       | Gf      | Gs      | G            | V            | N            | P            | Gf           | Gs           | G      | V      | N      | P      | Gf     | Gs     | DR  |
| ------------ | ----- | ------- | ------- | ------- | ------- | ------- | ------- | ------------ | ------------ | ------------ | ------------ | ------------ | ------------ | ------ | ------ | ------ | ------ | ------ | ------ | --- |
| Serie A      | 34    | 17      | 12      | 3       | 2       | 35      | 20      | 17           | 1            | 4            | 12           | 10           | 36           | 34     | 13     | 7      | 14     | 45     | 56     | -11 |

### Statistiche dei giocatori
| Giocatore      | Serie A  | Serie A |
| Giocatore      | Presenze | Reti    |
| -------------- | -------- | ------- |
| U. Amoretti    | 11       | -14     |
| R. Baiguera    | 3        | 0       |
| C. Barbieri    | 13       | 1       |
| B. Bianchi     | 5        | 1       |
| R. Bonometti   | 11       | 0       |
| G. Braga       | 10       | 1       |
| B. Frisoni I   | 33       | 1       |
| E. Frisoni II  | 23       | 7       |
| A. Gadaldi     | 27       | 1       |
| L. G. Giuliani | 25       | 7       |
| M. Maffioli    | 20       | 4       |
| P. Morandi     | 1        | -3      |
| A. Moretti     | 31       | 8       |
| E. Morselli    | 34       | 1       |
| A. Pasolini    | 31       | 0       |
| G. Peruchetti  | 20       | -33     |
| A. Prosperi    | 32       | 9       |
| E. Reggiani    | 10       | 1       |
| B. Scaltriti   | 32       | 1       |
| G. Trivellini  | 2        | -6      |